# Yulis Gabriel Mercedes
Yulis Gabriel Mercedes (ur. 12 listopada 1979 w Monte Plata) – dominikański zawodnik taekwondo, wicemistrz olimpijski, dwukrotny medalista mistrzostw świata.
Srebrny medalista igrzysk olimpijskich w Pekinie w 2008 roku w kategorii do 58 kg i zdobywca piątego miejsca w 2004 roku w Atenach. 
Jest dwukrotnym brązowym medalistą mistrzostw świata z 1999 i 2011 roku.